# Wiktorija Petrowna Breschnewa

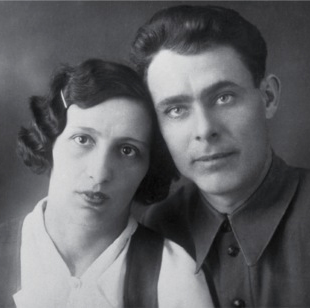
Wiktoria Petrowna mit ihrem Ehemann (1927)

Wiktorija Petrowna Breschnewa (russisch Виктория Петровна Брежнева; * 28. Novemberjul. / 11. Dezember 1908greg. in Belgorod, Russisches Kaiserreich als Wiktorija Petrowna Denisowa; † 5. Juli 1995 in Moskau) war die Ehefrau des Politikers und langjährigen sowjetischen Staats- und Parteichefs Leonid Iljitsch Breschnew.

## Leben
Breschnewa wurde 1908 in Belgorod als Wiktorija Petrowna Denisowa (Дени́сова) geboren. Der Historiker Robert Service behauptet, dass sie jüdischer Abstammung war; dies ist jedoch umstritten, und Denisowa verneinte diese Aussage. Sie lernte Leonid Breschnew 1926 kennen und heiratete ihn zwei Jahre später. Im folgenden Jahr gebar Breschnewa ihr erstes Kind, Galina. Vier Jahre später wurde ihr zweites Kind geboren, Juri. Ihre Ehe wurde als „altmodisch“ beschrieben und war von Zuneigung geprägt, die „ohne Übertreibung als zärtlich bezeichnet werden könnte.“ Während Breschnew Generalsekretär der KPdSU war, trat Breschnewa wenig in Erscheinung; sie mochte es nicht, öffentliche Aufmerksamkeit zu erregen. Ihr letzter Auftritt in der Öffentlichkeit war bei Breschnews Staatsbegräbnis 1982. Nach Breschnews Tod lebte sie noch 13 Jahre und starb im Jahr 1995, nachdem sie mehrere Jahre mit Diabetes gekämpft hatte. Sie wohnte bis zu ihrem Tod in ihrer alten Ehewohnung am Kutusow-Prospekt 26. Ihre Tochter Galina nahm anders als die restliche Familie nicht an der Beerdigung ihrer Mutter teil.